# 奧秘匕首
《奧秘匕首》（英語：The Subtle Knife）是菲力普·普曼奇幻文學系列《黑暗元素三部曲》的第二部小說，於1997年出版。續集是2000年出版的《琥珀望遠鏡》。

## 情節簡介
十二歲少女萊拉為解開「塵」之謎，透過在極光的入口進入了另一個平行世界，即喜喀則的世界，這個世界發生了災變，成人被幽靈追捕吞噬，只有孩子才能幸免於難。
身處於我們世界牛津的男孩威爾·派里與患有精神疾病的母親同住，其父親約翰·帕里在多年前的一次探險中失蹤。有不明人士頻頻上門打探威爾父親的下落，為躲避追蹤，威爾將母親安置後便決意探詢父親失蹤的真相，他無意中從一個隱藏在城市內的入口進入喜喀則的世界，與萊拉相遇。萊拉在威爾引導下進入了威爾世界的牛津，她對這個與自己世界的牛津迥異的牛津感到好奇；在真理探測儀指引下，萊拉與研究「黑暗物質」（與「塵」為同一事物）的物理學家瑪麗·瑪隆博士見面。但這過程中真理探測儀一度被查爾斯·拉充爵士（後來證實他其實就是來自萊拉世界、為教誨權威做事的波萊爾公爵，他透過一些秘密入口進入威爾的世界，並獲得了權勢）偷走，拉充爵士以此要脅萊拉與威爾替他找到奧秘匕首，這樣寶物來自喜喀則的世界，能夠隨意打開通往其他世界的入口。威爾在行動中無意成為新一位持有奧秘匕首的匕首人，並幫助萊拉取回真理探測儀。瑪隆博士透過電腦成功與「黑暗物質」對話，並在其指示下從秘密入口進入喜喀則的世界。
萊拉世界的熱氣球飛行員李·史科比找到了古曼博士，兩人一同出發前往艾塞列公爵軍隊所在的世界，途中李·史科比被教誨權威的軍隊殺死。古曼博士其實就是威爾的父親約翰·帕里，當年他從一個入口輾轉來到了萊拉的世界。
來自萊拉世界的女巫女王席拉芬娜·帕可拉帶領一眾女巫在喜喀則與萊拉與威爾會合。但考爾特夫人的追兵也隨之趕到，指揮幽靈吞噬了女巫們（席拉芬娜·帕可拉不在其中），並抓住了萊拉；考爾特夫人從女巫口中得知了預言內容——萊拉將成為第二個夏娃。威爾好不容易才見到失散已久的父親，但父親卻意外死亡；威爾與兩名天使同行，前往艾塞列公爵軍隊所在的世界。

## 所獲殊榮
- 1998年英國閱讀獎
- 家長選擇獎（英语：Parents' Choice Award）金書獎[3]
- 美國圖書館協會最佳青少年圖書
- 《出版人週刊》年度最佳圖書